# Rwanda Development Board
Rwanda Development Board (RDB) est un département gouvernemental qui intègre tous les organismes gouvernementaux responsables de l'attraction, de la rétention et de la facilitation des investissements dans l'économie nationale.

## Aperçu
Rwanda Development Board est créé en 2009 pour coordonner, stimuler et promouvoir le développement économique national. RDB comprend des agences chargées de « l'enregistrement des entreprises, de la promotion des investissements, des autorisations environnementales, de la privatisation et des agences spécialisées qui soutiennent les secteurs prioritaires des TIC et du tourisme ainsi que les PME et le développement des capacités humaines dans le secteur privé ». Le poste de directeur exécutif est un poste au niveau du cabinet et le titulaire est nommé par le président du Rwanda et relève directement de celui-ci.
RDB mesure ses réalisations en :
- (a) investissements directs étrangers et nationaux ;
- (b) augmentation des exportations ;
- (c) nombre d'emplois créés[3].

## Partenariat
En Novembre 2019, Rwanda Development Board travaille avec le photographe français Mathieu Courdesses et la réalisatrice franco-italienne Charlotte Cayré Tisseyre pour renouveler leur banque d'images. Ils réalisent un reportage sur les efforts du Rwanda dans la conservation de leur patrimoine environnemental.

## Voir également
- Parlement du Rwanda